# Chang Chin Ling

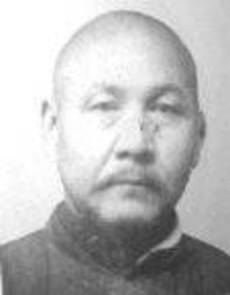
Zhang Qinlin

Mestre Chang Chin Ling ou Zhang Qinlin (張欽霖) (China, Hebei,  Xingtai, 1888 - 1967) foi um famoso praticante de Tai Chi Chuan. Está na origem da linhagem do Tai Chi Chuan estilo Yangjia Michuan (Yangjia Michuan são palavras chinesas que podem ser traduzidas como "Tradição secreta da Família Yang"). Venceu em 1929 a modalidade desarmada do campeonato "All China Fighting Championship".

## Formação em Tai Chi Chuan estilo Yang
Chang Chin Ling nasceu em 1888 numa família com poucos recursos.  Aos quatorze anos, após a morte de seus pais, Chang aventurou-se em busca de um mestre de artes marciais que o instruísse.
Ele procurou o complexo habitado pela família Yang com a intenção de aprender o Tai Chi Chuan estilo Yang. Ali iniciou seus estudos de artes marciais com Yang Chengfu sob a supervisão de seu pai, Yang Jianhou. Durante seus anos iniciais do treinamento com Yang Chengfu, aprendeu apenas os aspectos do estilo Yang ensinados aos alunos que não pertenciam à família.
Após Chang Chin Ling ter vencido em nome da família Yang um desafio de Wan Mou, famoso  artista marcial do sul da China, o líder da família Yang decidiu que o jovem estudante conquistara o direito de aprender os ensinamentos secretos (Yangjia Michuan) da família.
A partir de então, Yang Jianhou requisitou que Chang se apresentasse a seus aposentos pessoais todas as noites, entre as 3 horas e as 5 horas da madrugada, enquanto os demais habitantes do complexo dormiam. 
Foi assim que Yang Jianhou ensinou a Chang o sistema de Tai Chi Chuan estilo Yangjia Michuan.

## Campeão nacional
Em 1929, o governo central Chinês patrocinou o "All China Fighting Championship", uma competição aberta de artes marciais chinesas.  Cada província podia enviar a Nanjing, na época capital da China, apenas dois participantes: um para a divisão de combate armado, outro para a divisão de combate sem armas.  
Chang, que se mudara para Shanxi em 1925 devido a seu trabalho como mercador de peles, venceu a competição regional desta província. No mesmo ano venceu o campeonato nacional na categoria desarmada

## Dando continuidade à transmissão
Após a mudança de Zhang para Shanxi, começou a procurar um aluno a quem pudesse transmitir os ensinamentos secretos da família Yang.
Chang Chin Ling recebera de Yang Jianhou a permissão de transmitir seu ensinamentos secretos apenas a um aluno, com a morte deste aluno devido a guerra entre Japão e China, o novo escolhido foi o Mestre Wang Yen Nien, que atualmente vive em Taipei, Taiwan. Ele é o único estudante de Chang ainda vivo, dele obteve a permissão de formar um número maior de estudantes para garantir a preservação da tradição. Assim, Wang Yen Nien recebeu a transmissão integral do sistema de Tai Chi Chuan estilo Yangjia Michuan e é o responsável por sua divulgação e preservação através das associações internacionais que criou.
Ao todo, são conhecidos dez alunos de Zhang, apenas alguns destes aprenderam algo além do estilo da família Yang divulgado publicamente na época. O Mestre Liu Pai Lin, um dos pioneiros na divulgação do Tai Chi Chuan no Brasil, está entre seus alunos.